# Hersilia mboszi
Espèce
Hersilia mboszi est une espèce d'araignées aranéomorphes de la famille des Hersiliidae.

## Distribution
Cette espèce se rencontre au Cameroun et en Côte d'Ivoire.

## Description
Le mâle mesure 4,4 mm et les femelles de 5,03 à 5,76 mm.

## Publication originale
- Foord & Dippenaar-Schoeman, 2006 : A revision of the Afrotropical species of Hersilia Audouin (Araneae: Hersiliidae). Zootaxa, no 1347, p. 1-92.